# Nikołaj Woronow
Nikołaj Nikołajewicz Woronow (ros. Николай Николаевич Воронов, ur. 23 kwietnia?/5 maja 1899 w Petersburgu, zm. 28 lutego 1968 w Moskwie) – radziecki dowódca wojskowy, zastępca ludowego komisarza obrony ZSRR, szef artylerii Armii Czerwonej, główny marszałek artylerii (1944), Bohater Związku Radzieckiego (1965).

## Życiorys
Pierwsze funkcje w Armii Czerwonej objął w 1918. Uczestniczył w wojnie domowej w Rosji w latach 1918–1920, a następnie w wojnie polsko-bolszewickiej, podczas której pod Józefowem dostał się do niewoli. Z niewoli powrócił w 1921 roku, po zakończeniu działań wojennych.
W 1932 ukończył Akademię Wojskową im. Michaiła Frunzego w Moskwie. W latach 1936–1937 został doradcą wojskowym w Hiszpanii, gdzie zajmował się szkoleniem, na zlecenie rządu republikańskiego, żołnierzy Brygad Międzynarodowych.
W 1937 ponownie znalazł się w Armii Czerwonej, gdzie zajmował do 1940 stanowisko szefa artylerii. Następnie, w tym samym roku, został szefem Głównego Zarządu Artylerii.
Po napaści Niemiec na ZSRR pełnił funkcję zastępcy ludowego komisarza obrony ZSRR i szefa artylerii Armii Radzieckiej (od roku 1943 na stanowisku dowódcy artylerii). W Kwaterze Głównej Naczelnego dowództwa przy dowództwie frontów (Stepowego, Dońskiego i Stalingradzkiego), kierował rozbiciem dużego zgrupowania sił niemieckich w rejonie Wołgi.
Po wojnie w latach 1950–1953 był przewodniczącym Akademii Nauk Artyleryjskich, a w latach 1953–1958 został komendantem Akademii Artyleryjskiej. Od roku 1958 znalazł się w grupie inspektorów wojskowych Ministerstwa Obrony ZSRR.
Zmarł 28 lutego 1968 w Moskwie. Jego ciało zostało skremowane, a urnę z prochami umieszczono pod murem kremlowskim na Placu Czerwonym.

## Awanse
- gen. płk artylerii 04 czerwca 1940;
- marszałek artylerii 18 stycznia 1943[2];
- główny marszałek artylerii 21 lutego 1944.

## Odznaczenia
- Medal Złota Gwiazda Bohatera Związku Radzieckiego (7 maja 1965)
- Order Lenina – sześciokrotnie
- Order Rewolucji Październikowej
- Order Czerwonego Sztandaru – czterokrotnie
- Order Suworowa I klasy – trzykrotnie
- Order Czerwonej Gwiazdy
- Order Wyzwolenia Narodowego (Jugosławia)
- Order Partyzanckiej Gwiazdy I klasy (Jugosławia)
- Order Suche Batora (Mongolia)
- Order Czerwonego Sztandaru (Mongolia)
- Krzyż Komandorski Orderu Odrodzenia Polski (Polska)
- Order Krzyża Grunwaldu I klasy (Polska)
- i inne